# Ромео истекает кровью
«Роме́о истека́ет кро́вью» (англ. Romeo Is Bleeding) — кинофильм режиссёра Питера Медока.

## Сюжет
«Это история невезучего парня, который влюбился в яму в земле», говорит в конце фильма голос за кадром. Джек Гримальди — сержант полиции Нью-Йорка, у которого, кажется, есть всё: молодая любовница Шери и красивая жена по имени Натали, которая любит порассуждать, как бы она купила себе счастье, будь у неё миллион долларов, «поскольку счастье без денег невозможно».
Однако этот образ жизни финансируется за счёт масштабной коррупции: полицейский Джек Гримальди поставляет оперативную информацию итальянскому мафиози Фальконе. За свои услуги он получает от Фальконе деньги в конвертах, которые прячет в канализационном люке рядом со своим домом. Сам Джек называет это «кормить яму».
Его последняя задача — раскрыть местонахождение Ника Газарры, мафиози, ставшего свидетелем под защитой агентов ФБР. В результате Газарру и охраняющих его полицейских устраняет русская наёмная убийца Мона Демаркова. Гримальди потрясен таким исходом — его не устраивает соучастие в гибели коллег.
Агенты ФБР ловят Мону. Гримальди приказано конвоировать Мону в безопасное место, откуда её заберут федеральные агенты. По прибытии Мона соблазняет и пытается убить Гримальди, но их импровизированное свидание прерывают прибывшие агенты. Попутно Джек продаёт ее местоположение Фальконе, поскольку мафиози опасается, что Демаркова может дать показания против него, а полученными  деньгами по традиции «делает яму счастливой».
Однако посланные Фальконе убийцы не находят по указанному Джеком адресу ни Моны, ни федеральных агентов. Фальконе, разочарованный провалом Джека, приказывает отрезать ему палец. Понимая, что он подверг опасности и свою жену, и любовницу, Джек убеждает Натали немедленно покинуть город, забрав все накопления из ямы, и даёт ей инструкции о будущей встрече, когда придёт время. Роман с Шери Джек заканчивает и также отправляет её из города.
Выслеженная Мона предлагает Джеку деньги за инсценировку её смерти. Получив документы на новое имя, Демаркова пытается задушить Джека удавкой. Между ними происходит потасовка, в результате чего машина врезается в столб, а Мона, выбравшись через лобовое стекло, сбегает от Джека, прихватив сумку с его деньгами. Джек «ложится на дно» и пытается выследить Демаркову. Мона заманивает Джека в пустую квартиру. Джек стреляет в неясно видимый силуэт, как он полагает, Демарковой, но обнаруживает, что вместо этого он застрелил свою любовницу Шери. Мона похищает Джека и отправляет его на заброшенный склад: она приковывает его наручниками к кровати, и они занимаются сексом. Позже Мона вынуждает Джека помочь заживо похоронить Фальконе.
Затем Мона сдаёт Джека полиции, обвинив его в тех убийствах, которые она обманом заставила его совершить. Джек случайно встречается с Демарковой в суде. Она говорит, что убила его жену, побуждая Джека выхватить револьвер из кобуры своего товарища-офицера и застрелить её. Джек пытается застрелиться, однако в револьвере кончаются патроны. В итоге вместо тюрьмы он получает благодарность. Это позволяет ему начать новую жизнь на Западе под именем Джим Догерти.
В финале фильма Джек живёт один в отдаленном пустынном городке и работает барменом на заправке. Он тоскует по Натали и оплакивает потерю своей прежней жизни. Иногда его посещают призраки Натали и Моны. Зрителю становится понятно, что жена предпочла на его миллион долларов «купить себе счастье» без Джека. Но Джек продолжает её ждать и надеяться, что она когда-нибудь приедет к нему.

## В ролях
- Гэри Олдмен — Джек Гримальди
- Лена Олин — Мона Демаркова
- Аннабелла Шиорра — Натали Гримальди
- Джульетт Льюис — Шери
- Рой Шайдер — дон Фальконе
- Дэвид Провэл — Скалли
- Уилл Паттон — Марти
- Джин Кэнфилд — Джон
- Ларри Джошуа — Джои
- Майкл Уинкотт — Сэл
- Уильям Дафф-Гриффин — Пэдди
- Джеймс Кромвель — Кейдж

## Интересные факты
Все трюки в фильме, связанные с Моной, Лена Олин исполнила сама.
Название фильма позаимствовано из песни Тома Уэйтса — Romeo is Bleedin'.

## Награды
- Премия канала «MTV», 1994 год

Номинации: Лучшая экшн-сцена

## Отзывы
Иногда даётся под названием «Полицейский под прицелом» или «Ромео, истекающий кровью».
Шокирующий фильм Питера Медока по бестселлеру Ричарда Паркера с великолепной подборкой актёров. Детям желательно не смотреть: фильм изобилует кровавыми бойнями и откровенными сексуальными сценами с участием Гэри Олдмена и Лены Олин.
Кинокритик Сергей Кудрявцев в своей книге «3500 кинорецензий» так пишет о фильме:

«В названии этой ленты, которое хоть и позаимствовано из песни Тома Уэйтса, содержится, скорее всего, полемика с драмой и фильмом „Розенкранц и Гильденстерн мертвы“ Тома Стоппарда, который вывернул наизнанку „Гамлета“ и представил события шекспировской пьесы с точки зрения второстепенных персонажей, больше напоминающих героев театра абсурда, например, из беккетовской пьесы „В ожидании Годо“. Вот и приглашение Гэри Олдмена, замечательного английского актёра новой генерации, сыгравшего Розенкранца, тоже не случайно, хотя в картине „Ромео истекает кровью“ он исполняет роль, которая не имеет никакого отношения к Шекспиру».

«Однако режиссёр спорит не только с заокеанскими (с Запада и Востока) постмодернистами в области жанрового кино, но и со „стёбностью“ вариаций европейских интеллектуалов на темы Шекспира, с тем же Томом Стоппардом, который сочинил культовую пьесу „Розенкранц и Гильденстерн мертвы“ ещё во второй половине 60-х годов. И как раз Гэри Олдмен, завораживающе органичный почти во всех своих ролях, играет с неподдельным драматизмом, трагическим надломом, отказываясь от шутовской маски, больше пригодной для стоппардовского Розенкранца. В то же время его закадровый монолог привносит в фильм Питера Медака ноту здоровой и полезной иронии, что не позволяет философско-эстетской притче с гангстерским сюжетом казаться слишком претенциозной».